# Representación Política Nacional
Representación Política Nacional (en polaco: Krajowa Reprezentacja Polityczna, KRP) era la representación de los cuatro principales partidos políticos polacos que continuaban sus actividades en la clandestinidad (el PPS-WRN, el SL, el SN y el Partido Laborista). Fue el brazo político del Estado secreto polaco en la Polonia ocupada durante la Segunda Guerra Mundial. Se formó a partir del Comité Consultivo Político existente (en polaco: Polityczny Komitet Porozumiewawczy) sobre la base del acuerdo firmado por las cuatro partes el 15 de agosto de 1943.
A falta de acuerdo con el prosoviético Partido Obrero Polaco (en polaco: Polska Partia Robotnicza) y ante la creación comunista del pseudo-parlamento del Consejo Nacional de Estado (en polaco: Krajowa Rada Narodowa) el 31 de diciembre de 1943, el 9 de enero de 1944 se convertiría en la base del contraparlamento - el Consejo de Unidad Nacional (en polaco: Rada Jedności Narodowej).